# Dendropanax poilanei
Dendropanax poilanei là một loài thực vật có hoa trong Họ Cuồng cuồng. Loài này được Bui mô tả khoa học đầu tiên năm 1969.